# Атлантида (фільм, 2019)
«Атлантида» — український фільм 2019 року режисера Валентина Васяновича, ролі в якому зіграли лише непрофесійні актори — ветерани АТО, волонтери, солдати ЗСУ. Одну з головних ролей зіграв Андрій Римарук — колишній розвідник, який пройшов війну на Донбасі й працює у фонді «Повернись живим». Також знімались парамедик Людмила Білека та доброволець Василь Антоняк. Зйомки стрічки відбувалися здебільшого в Маріуполі в січні-березні 2018 року. Кошторис стрічки склав 41.84 млн грн.
Прем'єра відбулася 4 вересня 2019 року у Венеції. На честь цього над островами Лідо, головною локацією Венеційського кінофестивалю, підняли синьо-жовтий прапор, а 8 вересня стало відомо про його перемогу у програмі «Горизонти».
Фільм висунуто Українським Оскарівським комітетом на премію «Оскар» за найкращий фільм іноземною мовою від України. Займає 11-у позицію у списку 100 найкращих фільмів в історії українського кіно.

## Сюжет
Фільм відкривається титром «Східна Україна. Один рік після війни».
Зима. Двоє чоловіків у бронежилетах приїжджають на пустир, де встановлюють мішені та по черзі стріляють у них із пістолетів. Якоїсь миті Сергій стріляє прямо в груди Івану, проте пізніше просить вибачення за це. Обидва чоловіки працюють на великому металургійному заводі. Іван зварює огорожу в цеху, але в нього погано виходить, оскільки він відвик від мирної роботи. Після зауваження майстра Іван підходить до краю платформи та стрибає вниз у розплавлений метал.
Сергій прокидається вранці в кімнаті і починає гладити свої джинси, що змерзли на балконі. Якоїсь миті він прикладає праску до своєї ноги, після чого розламує і розкидає всі речі в кімнаті.
На заводі перед робітниками виступає іноземний керуючий, який дякує всім за роботу і повідомляє, що завод закривається на реконструкцію. Він запрошує всіх робітників до накритих столів, де невдовзі починається бійка; один із робітників звинувачує Сергія в тому, що його друг Іван наклав на себе руки.
Сергій влаштовується водієм і розвозить воду на автоцистерні ЗІЛ-131, зустрічаючи дорогою мінерів, що розмінюють дороги та поля, а також групу волонтерів, які ведуть пошук та реєстрацію трупів на місцях битв. Він знайомиться з Катею з групи волонтерів, і пізніше приєднується до їх роботи з пошуку та перепоховання трупів.
Одного дня Сергій приїжджає до напівзруйнованого багатоквартирного будинку і заходить у квартиру, де всередині все також зламано і майже повністю вигоріло. У дитячій кімнаті Сергій ставить на розламане піаніно іграшкову фігурку, яку він зробив сам.
Проїжджаючи покинутою територією, Сергій бачить машину, що підірвалася на міні. Чоловік у машині загинув, але жінка жива, і Сергій забирає її. Після її одужання він зустрічається з нею, і вона дякує йому за порятунок, а також каже, що вона працює в організації, яка проводила екологічний моніторинг території. Наразі вода та земля отруєні через сотні затоплених шахт та зруйнованих заводів, і відновлення може зайняти десятиліття. Жінка радить Сергію виїхати за кордон, але він каже, що поки що не вирішив.
У фіналі фільму на аналогічне запитання Каті про те, чому він після війни залишився жити тут, Сергій відповідає, що в іншому місці, серед нормальних людей, було б важче вижити, а тут — заповідник для таких, як вони.
Фільм обрамляють дві сцени, зняті в режимі тепловізора: у першій група людей вбиває та закопує людину, в останній сцені Сергій обіймає Катю.

## У ролях
- Андрій Римарук
- Людмила Білека
- Василь Антоняк
- Айхан Гаджибейлі
- Катерина Поправка

## Реліз
У травні 2019 року стало відомо, що міжнародним дистриб'ютором стрічки стала компанія Best Friend Forever (BFF). У травні 2019 року також стало відомо, що українським дистриб'ютором стрічки стала компанія Arthouse Traffic.
4 вересня у Венеції відбулася прем'єра стрічки. На честь цього над островом Лідо, головною локацією Венеційського кінофестивалю, підняли синьо-жовтий прапор, а 8 вересня стало відомо про його перемогу у програмі «Горизонти».

## Номінації та нагороди
Після своєї міжнародної прем'єри стрічка Атлантида отримала номінації та нагороди на десятках міжнародних фестивалях. Крім цього фільм був одним 139 фільмів висунутих на Премію «Золотий глобус» за найкращий фільм іноземною мовою, однак не зумів потрапити до короткого переліку з 5 топ стрічок.
| Дата показу    | Фестиваль                                     | Категорія                              | Одержувачі                                                     | Результат | Джерело                     |
| -------------- | --------------------------------------------- | -------------------------------------- | -------------------------------------------------------------- | --------- | --------------------------- |
| 01.01.2019     | Стамбульський міжнародний кінофестиваль       | Золотий тюльпан міжнародного конкурсу  | Атлантида                                                      | Перемога  | [ 13 ] [ 14 ] [ 15 ] [ 16 ] |
| 01.01.2019     | Стамбульський міжнародний кінофестиваль       | Премія FIPRESCI міжнародного конкурсу  | Атлантида                                                      | Перемога  | [ 13 ] [ 14 ] [ 15 ] [ 16 ] |
| 01.01.2019     | Мінський міжнародний кінофестиваль «Листопад» | Ґран-прі за найкращий фільм            | Атлантида                                                      | Перемога  |                             |
| 01.01.2019     | Монреальський фестиваль нового кіно           | Louve d'Or                             | Атлантида                                                      | Перемога  |                             |
| 01.01.2019     | 11-й Одеський міжнародний кінофестиваль       | Міжнародний конкурс                    | Атлантида                                                      | Перемога  |                             |
| 01.01.2019     | Токійський міжнародний кінофестиваль          | Спеціальний приз журі                  | Атлантида                                                      | Перемога  |                             |
| 01.01.2019     | Міжнародний кінофестиваль у Тромсе            | AURORA                                 | Атлантида                                                      | Перемога  |                             |
| 01.01.2019     | Кіноколо (3-тя церемонія вручення)            | Найкращий повнометражний ігровий фільм | Атлантида                                                      | Перемога  |                             |
| 01.01.2019     | Кіноколо (3-тя церемонія вручення)            | Найкращий режисер                      | реж. Валентин Васянович                                        | Перемога  |                             |
| 01.01.2019     | Кіноколо (3-тя церемонія вручення)            | Найкращий актор                        | Андрій Римарук                                                 | Номінація |                             |
| 01.01.2019     | Кіноколо (3-тя церемонія вручення)            | Найкраща акторка                       | Людмила Білека                                                 | Номінація |                             |
| 01.01.2019     | 76-й Венеційський міжнародний кінофестиваль   | «Горизонти»                            | Атлантида                                                      | Перемога  |                             |
| 01.01.2019     | «Премія Супутник»                             | Найкращий міжнародний фільм            | реж. Валентин Васянович                                        | Номінація |                             |
| 9 березня 2021 | «Національна Шевченківська премія 2021»       | Кіномистецтво                          | реж. Валентин Васянович, художник-постановник Владлен Одуденко | Перемога  | .                           |